# Glossocalyx brevipes
Espèce
Synonymes
- Glossocalyx brevipes Benth.[2]
- Glossocalyx staudtii Engl.[2]
- Glossocalyx zenkeri J.Wagner[2]

Glossocalyx brevipes est une espèce de plantes à fleurs de la famille des Siparunaceae et du genre Glossocalyx. C'est un arbre ou un arbuste présent en Afrique tropicale de l'Ouest et du Centre.

## Liste des variétés
Selon Catalogue of Life (30 septembre 2017) :
- variété Glossocalyx brevipes var. letouzeyi

Selon Tropicos (30 septembre 2017) (Attention liste brute contenant possiblement des synonymes) :
- variété Glossocalyx brevipes var. brevipes
- variété Glossocalyx brevipes var. letouzeyi Fouilloy

## Description
Sa taille est d'environ 3 à 8 m. Son écorce est fibreuse et aromatique. Ses fleurs dégagent une odeur de noix de muscade.

## Distribution
On trouve l'espèce dans la forêt tropicale de basse altitude au Nigeria, au Cameroun, également au Gabon.
La variété Glossocalyx brevipes Benth. var. letouzeyi R. Fouilloy, décrite pour la première fois en 1974, est endémique du Cameroun.
Plusieurs spécimens y ont été trouvés en 1962 par René Letouzey entre Fenda, à 60 km à l'est de Kribi et la rivière Kienke, dans la région du Sud. Un paratype (Zeuxine stammleri Schltr.) avait été collecté à Bipindi dès 1918 par E. Annet, puis renommé Glossocalyx brevipes Benth. var. letouzeyi Fouilloy en 1997.